# Chardon
Chardon és una població dels Estats Units a l'estat d'Ohio. Segons el cens del 2007 tenia 5.236 habitants.

## Demografia
Segons el cens del 2000, Chardon tenia 5.156 habitants, 2.147 habitatges, i 1.344 famílies. La densitat de població era de 432,8 habitants/km².
Dels 2.147 habitatges en un 30,5% hi vivien nens de menys de 18 anys, en un 49,7% hi vivien parelles casades, en un 9,9% dones solteres, i en un 37,4% no eren unitats familiars. En el 32,9% dels habitatges hi vivien persones soles el 13,7% de les quals corresponia a persones de 65 anys o més que vivien soles. El nombre mitjà de persones vivint en cada habitatge era de 2,35 i el nombre mitjà de persones que vivien en cada família era de 3,02.
Per edats la població es repartia de la següent manera: un 24,9% tenia menys de 18 anys, un 6,9% entre 18 i 24, un 29,9% entre 25 i 44, un 22,5% de 45 a 60 i un 15,8% 65 anys o més.
L'edat mediana era de 37 anys. Per cada 100 dones de 18 o més anys hi havia 79,3 homes.
La renda mediana per habitatge era de 46.074 $ i la renda mediana per família de 57.845 $. Els homes tenien una renda mediana de 44.071 $ mentre que les dones 23.750 $. La renda per capita de la població era de 21.845 $. Aproximadament l'1,3% de les famílies i el 3,8% de la població estaven per davall del llindar de pobresa.

## Poblacions més properes
El següent diagrama mostra les poblacions més properes.